# The Telephone

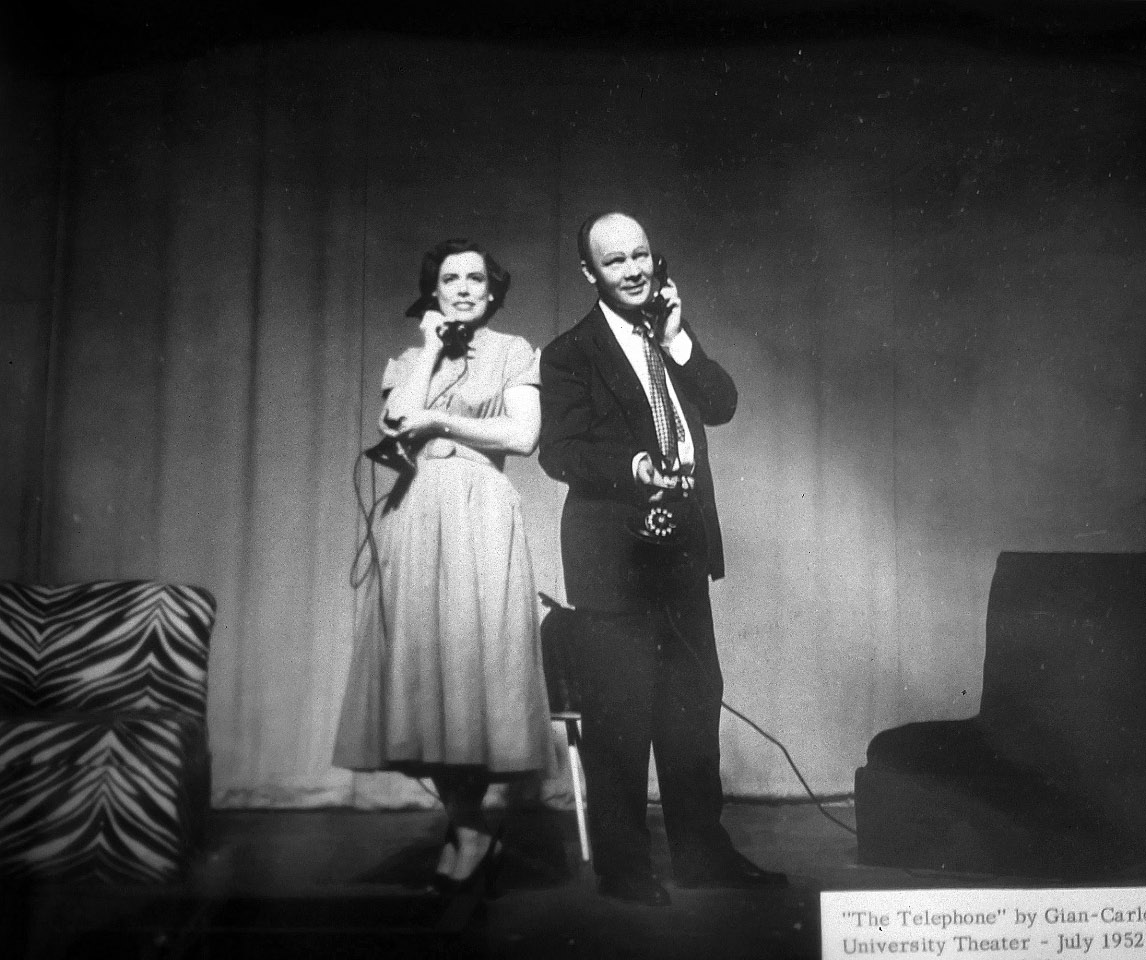
Paul Hume and Marie Handy performing Gian Carlo Menotti's comic opera The Telephone, or L'Amour à trois at Catholic University, Washington DC, 1952

The Telephone (O telefone) é uma ópera cómica em um ato de Gian Carlo Menotti. Foi escrita para uma produção do Ballet Society e foi apresentada pela primeira vez no Heckscher Theater, Nova Iorque, a 18-20 de fevereiro de 1947. Na Broadway estreou no dia 1 de maio de 1947, no Ethel Barrymore Theatre. Na Metropolitan Opera House foi apresentado uma única vez, em 31 de julho de 1965.
| Papel | Voz                   | Estreia, 18 de fevereiro, 1947 (Maestro: Jascha Zayde) |
| ----- | --------------------- | ------------------------------------------------------ |
| Lucy  | soprano de coloratura | Marilyn Cotlow                                         |
| Ben   | barítono              | Frank Rogier                                           |